# コンドウマニア
コンドウマニアは、近藤夏子がインディーズ時代に発売したCDの総称。メジャーデビューするまでの間、合計4枚が発売された。

## 概要
発売されたものは、「コンドウマニア1」から「コンドウマニア4」までの計4枚。「コンドウマニア1」、「コンドウマニア2」はライブ会場などで発売し、2010年4月現在既に売り切れとなっている。以下に「コンドウマニア2」から「コンドウマニア4」までの3枚について記述する。

## コンドウマニア1

### 概要
- このCDは、ライブ会場やネット通販で発売された。
- 製造販売は既に終了している。

### 収録内容
1. 右ストレート
2. 恋スル乙女
3. アナタ←自転車→アタシ
4. ハニカミ涙

## コンドウマニア2

### 概要
- このCDは、ライブ会場限定で発売された。
- 「コンドウマニア1」と同様、製造販売は既に終了している。

### 収録内容
1. 右ストレート〜コンマニ2バージョン〜
2. ￥13,240
3. シンデレラ
4. 右ストレート〜コンマニ2バージョン・コンマニレッスン用〜
5. ￥13,240〜コンマニレッスン用〜
6. シンデレラ〜コンマニレッスン用〜

## コンドウマニア3

### 概要
- このCDはタワーレコード梅田NU茶屋町店限定で発売されている。
- CD-EXTRA仕様となっている。

### 収録内容
1. リハーサル
  - テレビ東京系列アニメ「クロスゲーム」エンディングテーマ。
2. KY心
3. 恋スル乙女
  - テレビ東京系列アニメ「クロスゲーム」エンディングテーマ。
4. リハーサル（instrumental）
5. KY心（instrumental）

- - CD-EXTRAの映像に「リハーサル」Special Movieが収録されている。

## コンドウマニア4

### 概要
- 前作「コンドウマニア3」に引き続きCD-EXTRA仕様となっている。
- このCDは限定発売ではなく、全国で発売されている。

### 収録内容
1. リハーサル
2. KY心
3. 10倍バレンタイン
4. 母性本能ってやつ
5. あたしん中
6. 信号破壊
7. 別に。
8. 全部がプレゼントだ〜クリスマスの贈りもの〜
  - ユニバーサル・スタジオ・ジャパン「ユニバーサル・ワンダー・クリスマス」CMソング。（2009年）
9. 1分後

- - CD-EXTRAの映像に「リハーサル」（Music video）が収録されている。